# フォートヘア大学

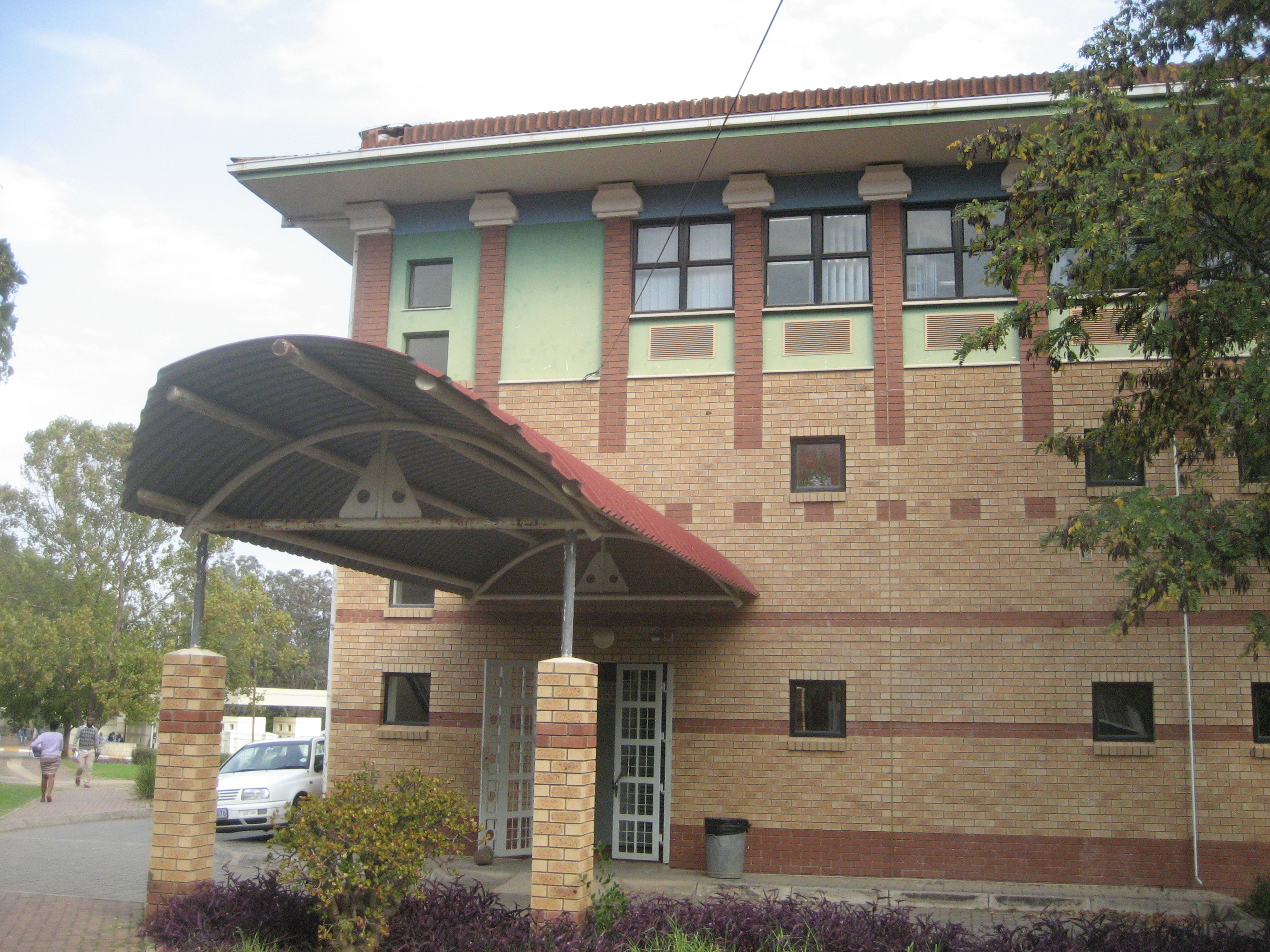
解放運動アーカイブ

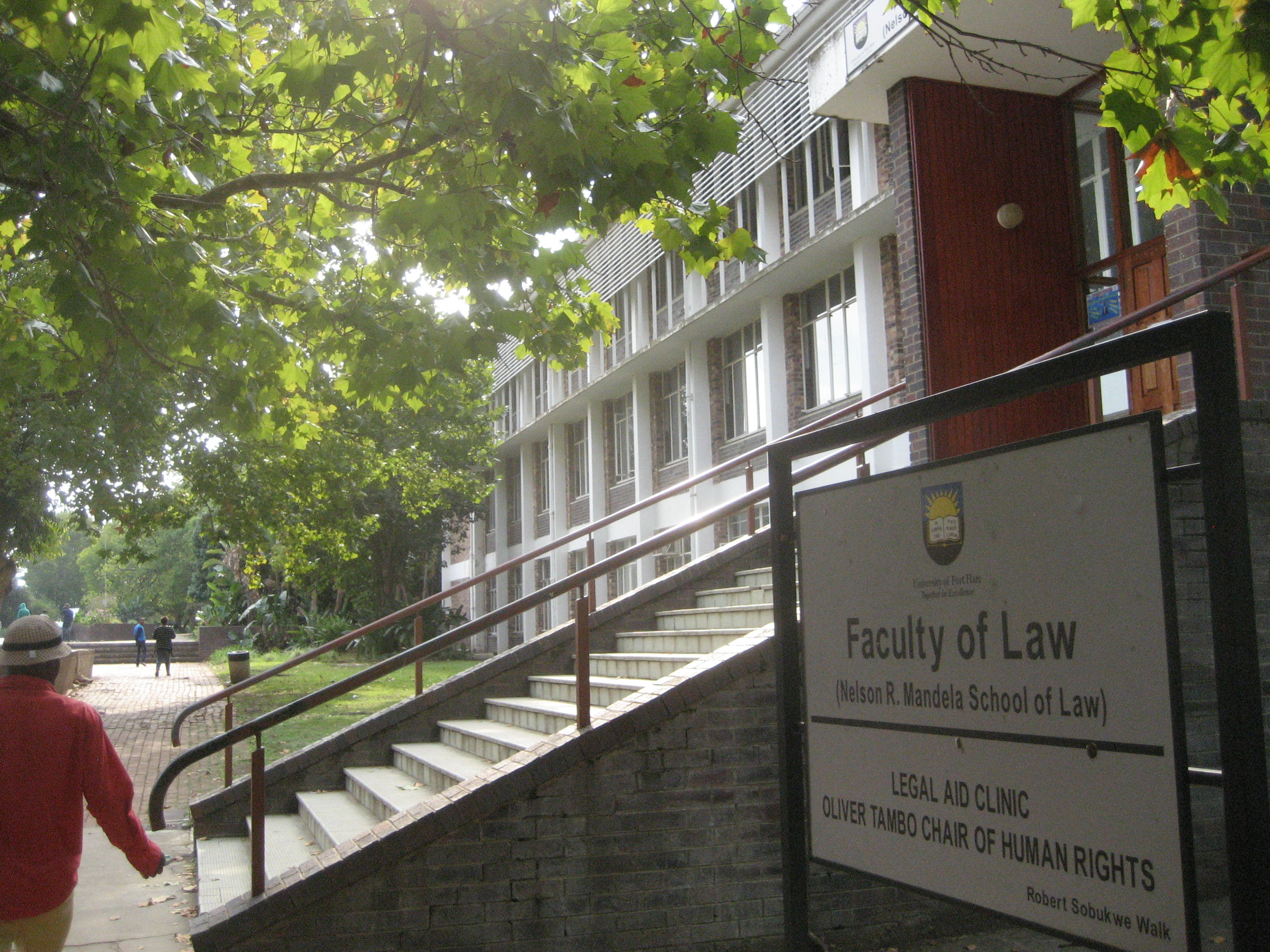
法学部

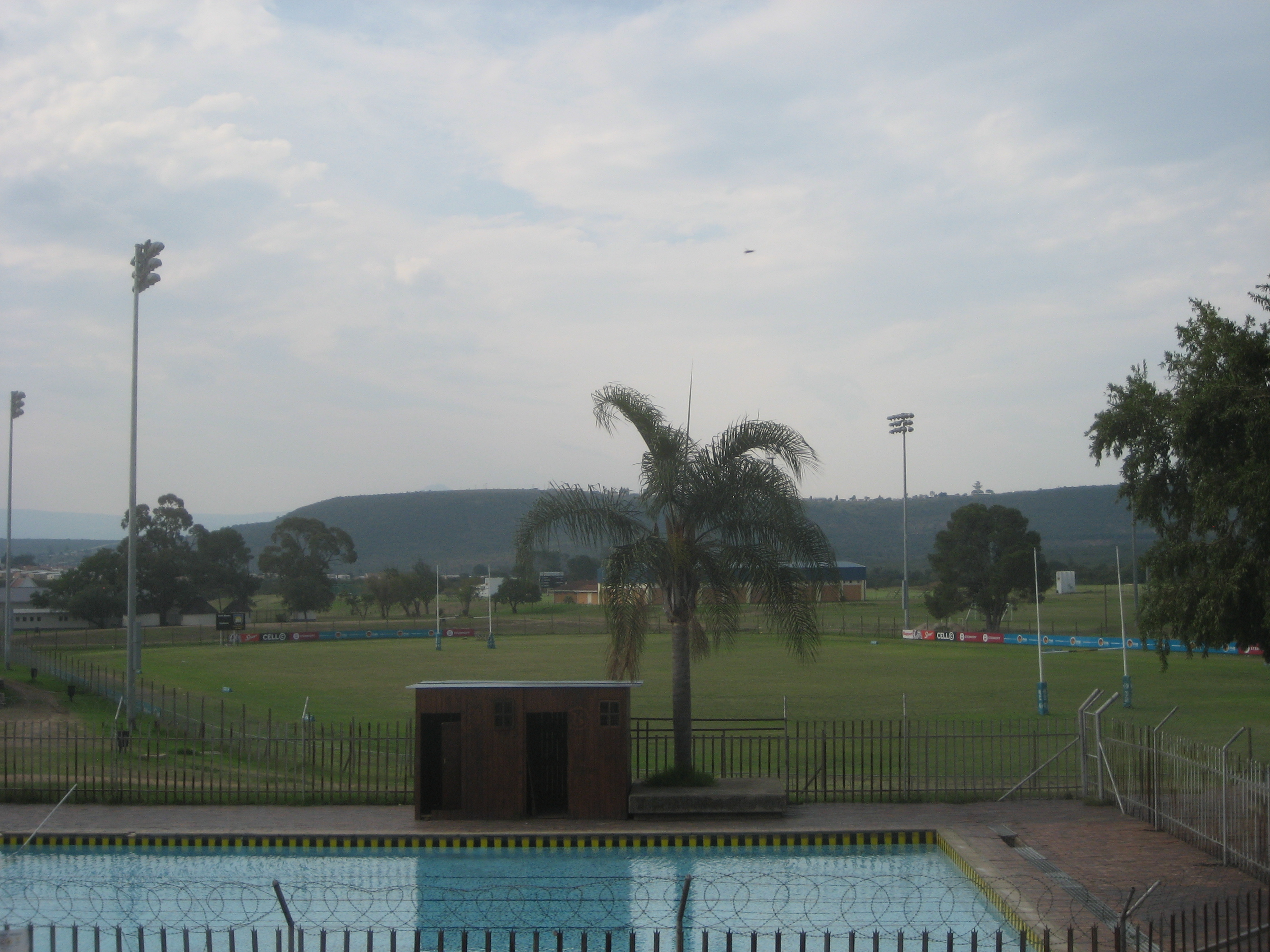
運動場とプール

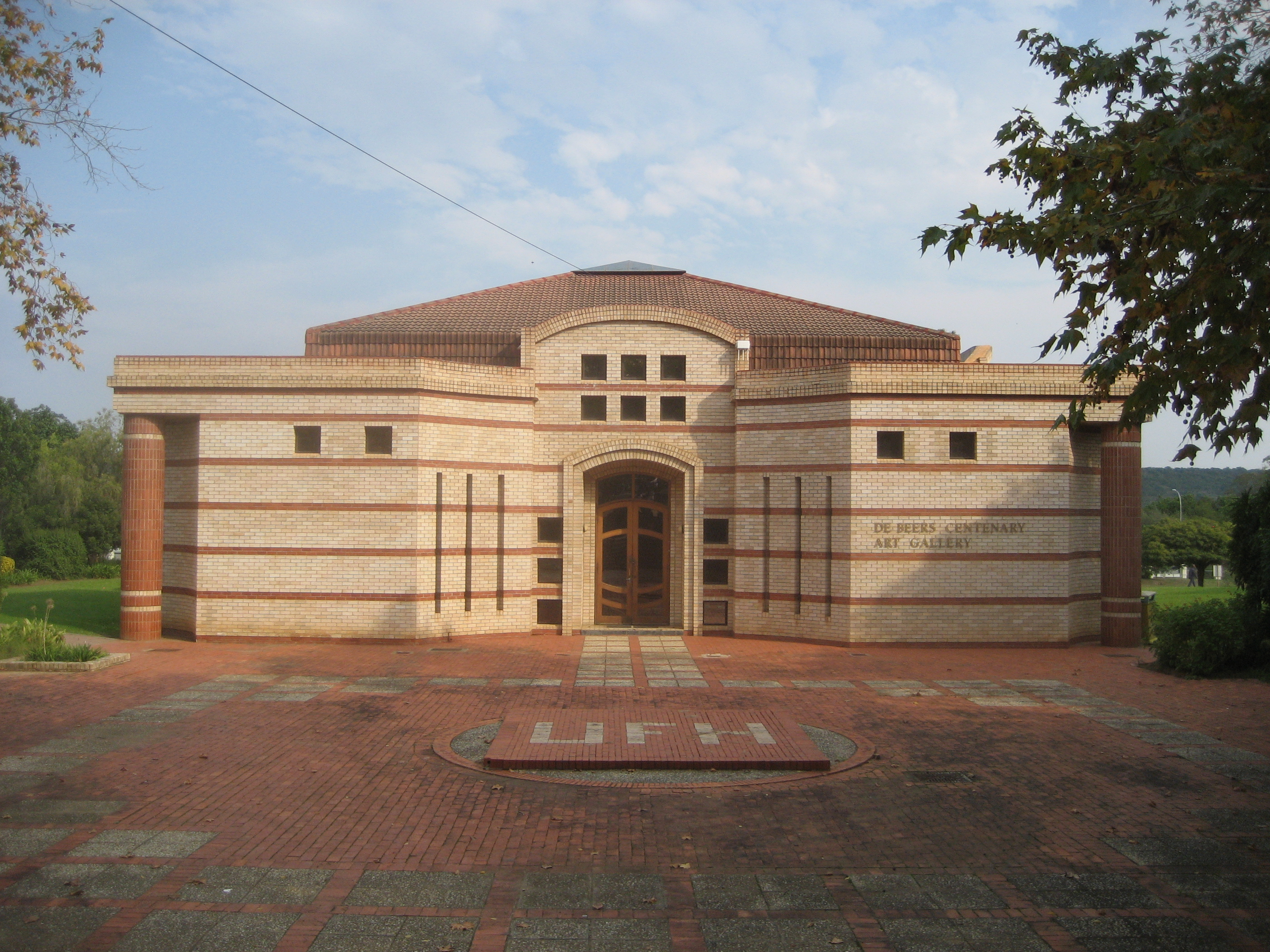
フォートヘア・デビアス・アートギャラリー

フォートヘア大学（University of Fort Hare）は、南アフリカ共和国の大学。東ケープ州のアリスにある公立大学である。
1916年に大学となったが、当初より主に黒人を対象とする大学であり、1959年まで南アフリカのみならずサハラ以南のアフリカの学生に西洋式の学術教育を提供し、黒人アフリカのエリートを生み出した。フォートヘアの卒業生は、その後のブラックアフリカの独立運動や成立した新政府において重要な役割を果たした。
1959年にフォートヘア大学はアパルトヘイト体制に包含され改組されたが、アパルトヘイト終了後は南アフリカの公立高等教育システムの一部となった。フォートヘア大学はネルソン・マンデラ、デズモンド・ツツ、ロバート・ソブクウェ、オリバー・タンボ、ゴバン・ムベキ、ロバート・ムガベ、クリス・ハニ、セレツェ・カーマ、ケネス・カウンダ、アラン・ヘンドリックスなど多数の著名な卒業生を輩出したことで知られている。

## 歴史
もともとフォート・ヘア（ヘア砦）は、19世紀のイギリス・コーサ戦争における砦として建設され、その遺構のいくつかは現在も存在している:419。1830年代、このフォート・ヘアの近くにラブデール宣教師研究所が建設された。1878年、ここの宣教師の一人であるジェームズ・スチュワートは、黒人学生の高等教育機関を設立する必要性を示唆したものの、彼の存命中にこれが実現することはなかった:419。この構想は1916年に実現し、アレクサンダー・カーを初代校長としてフォートヘア大学が設立された。D.D.T Jabavuは、ラテン語および黒人言語で講義を行った初の黒人教員だった:419。キリスト教の理念に従い、学費は安く抑えられており、多額の助成金を運営のために受けていた。貧しい学生のためにはいくつかの奨学金制度も用意されていた。
フォートヘア大学は独立した大学となる前に、長年にわたって他の大学と連合を組んでいた。設立当初、フォートヘアは南アフリカ先住民大学として南アフリカ大学の付属校となっていた:419。その後、フォートヘアはローズ大学の付属校となった:419。この時期までは黒人はインド系やカラード、そして数人の白人とともに教育を受けていたが、アパルトヘイトの導入によって高等教育機関は厳密に人種によって分離されるようになり、1953年にはフォートヘアはバンツー教育システムの一部となり、1959年にはバンツー自治法が施行され、これによって大学は人種および部族による分離が行われ、英語ではなく黒人言語による教育が奨励されるようになった。1970年にはフォートヘアは黒人専用の大学となり、政府の厳しい管理下に置かれるようになった:419。
1919年から1959年にかけてはブラックアフリカ有数の黒人高等教育機関であり、サハラ以南のアフリカの学生に西洋式の学術教育を提供し、黒人アフリカのエリートを生み出した。フォートヘアの卒業生は、その後のブラックアフリカの独立運動や成立した新政府において重要な役割を果たした。同校の卒業生で政府首班となったものには、ケネス・カウンダ、セレツェ・カーマ、ユスフ・ルレ、ジュリアス・ニエレレ、ロバート・ムガベ、ジョシュア・ンコモなどがいる。また、この大学は国内においても、アパルトヘイト体制に対する主要な抵抗者を生み出した。同校出身の南アフリカ黒人指導者には、アフリカ民族会議のネルソン・マンデラ、ゴバン・ムベキ、オリバー・タンボ、インカタ自由党のマンゴスツ・ブテレジ、パンアフリカニスト会議のロバート・ソブクウェ、そしてデズモンド・ツツなどがいる。1940年代にほぼ2年間ラテン語と物理学を学んだマンデラは、大学の執行部と対立して退校したが、のちに自伝の中で「私のような南アフリカの若い黒人にとって、フォートヘアはオックスフォードとケンブリッジ、ハーバードとイェール、それらを一つにしたような場所だった」と記している。
アパルトヘイト終了後、オリバー・タンボは1991年にフォートヘアの学長となった。

## 大学
大学のメインキャンパスは、Tyhume川の近くのアリスにある。大学はキングウィリアムズタウンから約50km西に存在し、かつては「独立」ホームランドであったシスカイの領域内だった。2011年、アリスキャンパスには約6400人の学生が学んでいた。1990年には東ケープ州の首都ビショにある2番目のキャンパスが建設され、数百人の学生が学んでいる。2004年に法人化した際に取得したイーストロンドンのキャンパスには約4300人の学生が学んでいる。
大学には5つの学部（教育、法律、経営・商業、科学・農業、社会科学・人文科学）があり、いずれも博士課程まで学ぶことが可能である。
1990年代の衰退期の後、デリック・スワーツが副学長に任命され、健全な基盤の上に大学を再建する任務を果たした。スワーツによってUFH Strategic Plan 2000が開始され、大学の財政状況と学術水準を同時に向上することが目指された。集中と再編が行われ、学部は上記の5つに再編された。

## 主な卒業生・在籍者
- オリバー・タンボ：政治家、アフリカ民族会議第10代議長
- ネルソン・マンデラ：政治家、南アフリカ共和国第8代大統領
- セレツェ・カーマ：政治家、ボツワナ共和国初代大統領
- ハーバート・チテポ：政治家
- ロバート・ムガベ：政治家、ジンバブエ第2代大統領
- マンゴスツ・ブテレジ：政治家
- デズモンド・ムピロ・ツツ：牧師、ノーベル平和賞受賞
- アイビー・マトセプ・カサバーリ：政治家、南アフリカ共和国大統領代行